# ГЕС Нью-Бонг-Ескейп
ГЕС Нью-Бонг-Ескейп — гідроелектростанція на північному сході Пакистану. Знаходячись після ГЕС Мангла, становить нижній ступінь каскаду на річці Джелам, правій притоці Чинабу, який в свою чергу впадає праворуч до річки Сатледж (ліва притока Інду).
Відпрацьований на станції Мангла ресурс потрапляє у прокладений по лівобережжю Джелума іригаційний канал. На останньому через 8 км розміщено бічний скид Нью-Бонг-Ескейп, за допомогою якого до річки поверталась частина води з надлишковим для зрошувальної системи осадом. При цьому між каналом і Джелумом існував перепад висот у 5,5 метра.
На початку 21-го століття вирішили використати гідроенергетичний потенціал скиду, для чого поряд з Нью-Бонг-Ескейп облаштували короткий (кількасот метрів) підвідний канал та перекриваючий його на завершенні машинний зал. Основне обладнання станції становлять чотири бульбові турбіни потужністю по 21 МВт, які використовують напір від 10 до 13 метрів (збільшення останнього показника у порівнянні з Нью-Бонг-Ескейп досягли за допомогою відвідного каналу завдовжки приблизно 7 км). За рік станція повинна виробляти 550 млн кВт-год електроенергії.
Видача продукції відбувається по ЛЕП, розрахованій на роботу під напругою 132 кВ.